# Liste des longs métrages jordaniens proposés à l'Oscar du meilleur film international
Cet article présente la liste des longs métrages jordaniens proposés à l'Oscar du meilleur film international.

## Films proposés par la Jordanie
| Année (Cérémonie) | Titre français                  | Titre original  | Réalisateur        | Résultat  |
| ----------------- | ------------------------------- | --------------- | ------------------ | --------- |
| 2009 (81e)        | Captain Abu Raed (ar)           | كابتن أبو رائد  | Amin Matalqa       | Non nommé |
| 2016 (88e)        | Theeb                           | ذيب             | Naji Abu Nowar     | Nommé     |
| 2017 (89e)        | 3000 Nuits                      | 3000 ليلة       | Mai Masri          | Non nommé |
| 2021 (93e)        | 200 Mètres                      | 200 متر         | Ameen Nayfeh (ar)  | Non nommé |
| 2022 (94e)        | Amira (ar)                      | أميرة           | Mohamed Diab       | Retiré    |
| 2023 (95e)        | Farha                           | فرحة            | Darin Sallam (ar)  | Non nommé |
| 2024 (96e)        | Inchallah un fils               | إن شاء الله ولد | Amjad Al-Rasheed   | Non nommé |
| 2025 (97e)        | Un garçon, une terre, la guerre | Տունս քաղցր ա   | Sareen Hairabedian | Retiré    |